# مارك بودوان
مارك بودوان هو قاضي كندي، ولد في 1935، وتوفي في 2012.